# JR東海八事球場

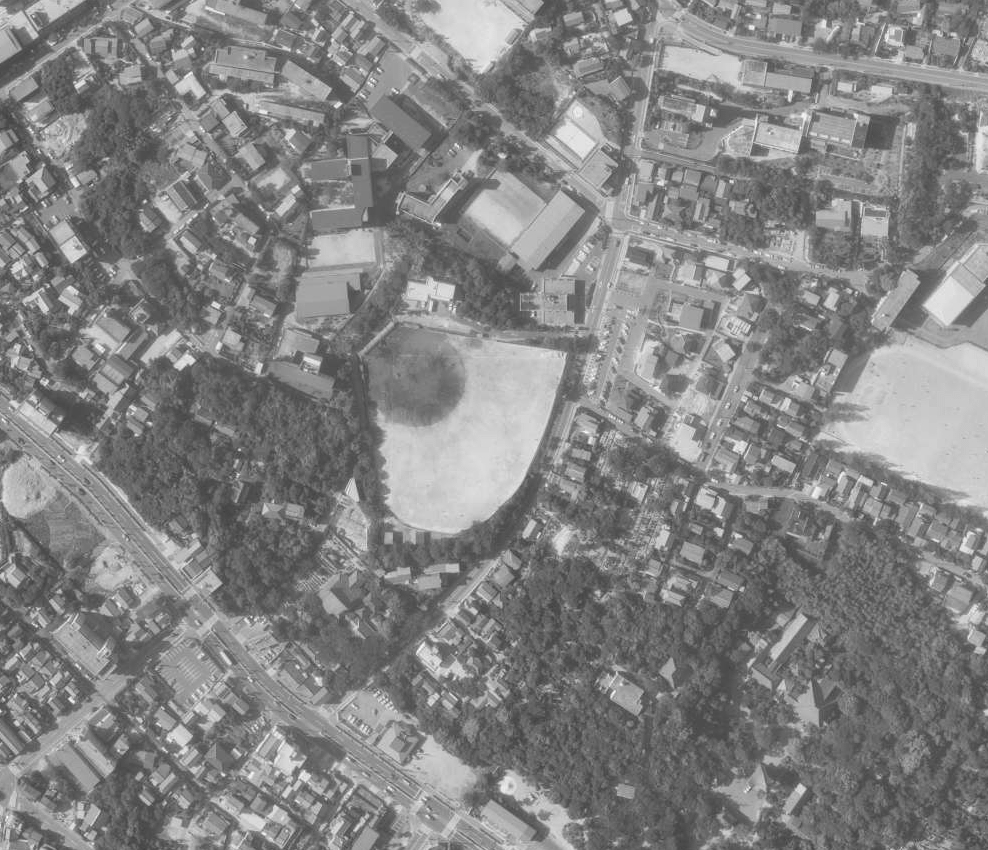
1978年に撮影された球場の航空写真。

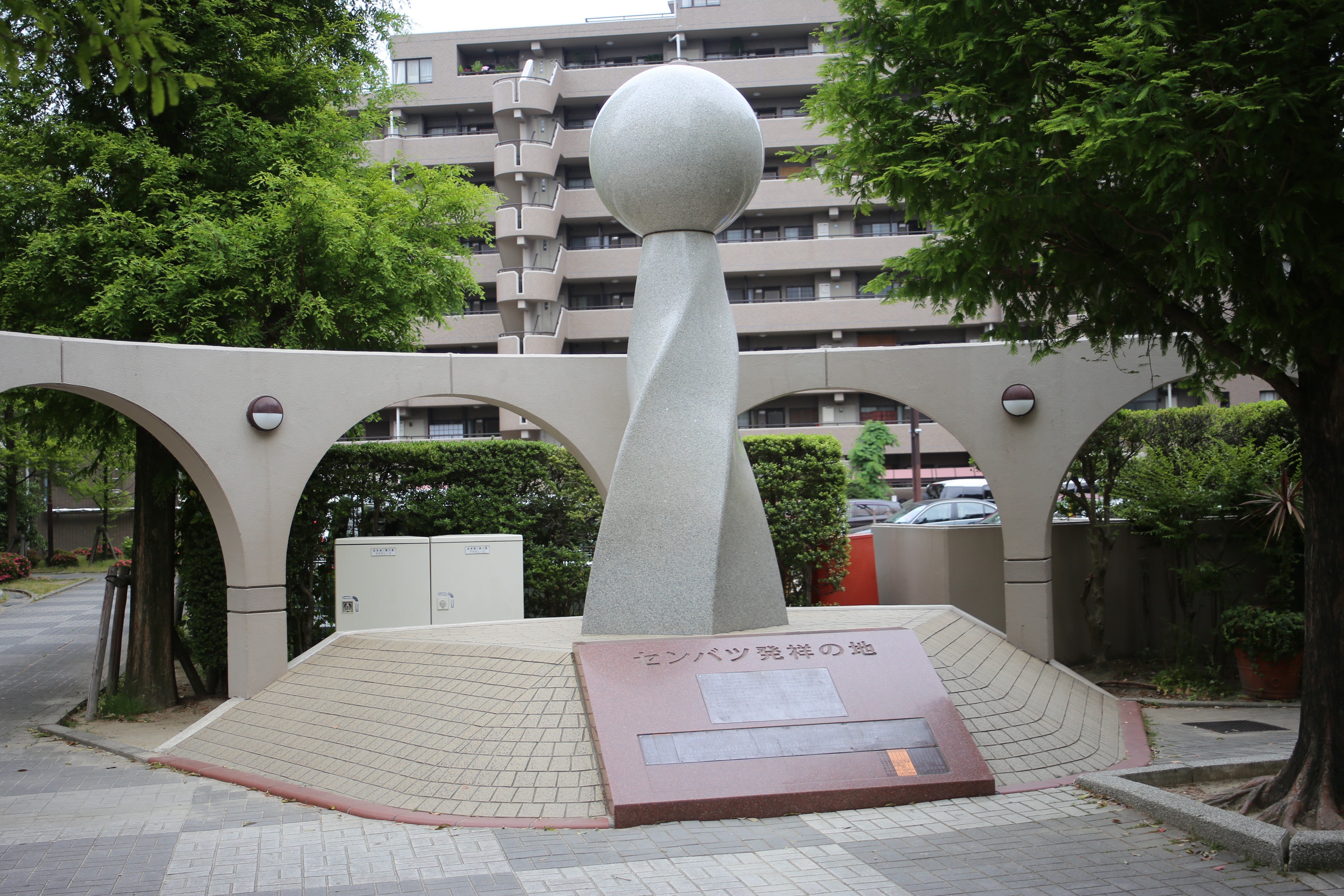
「センバツ発祥の地」の碑（2016年5月）

JR東海八事球場（ジェイアールとうかい やごときゅうじょう）は、かつて愛知県名古屋市昭和区にあった野球場。東海旅客鉄道（JR東海）が運営管理を行っていたが、1990年（平成2年）限りで閉鎖、撤去された。

## 歴史
1922年（大正11年）、名古屋市中区広路町（現・昭和区滝川町）に、同市中区末広町（現・大須）で運動具店を営んでいた山本権十郎が私費を投じて建設した野球場である。総面積は約2,800坪、当時の収容人員は約2,000人。左翼側が狭く、右翼側が広いという変則的なフィールドだったものの、名古屋市内では初の本格的な野球場だった。野球場名は山本の姓から山本球場（やまもときゅうじょう）と命名された。また周辺には山本球場の他にも、市内の学校や企業が野球場やグラウンドを設けていた。
1924年（大正13年）、選抜中等学校野球大会（現・選抜高等学校野球大会）の第1回大会が山本球場で開催された。これは当時の大阪毎日新聞社（現・毎日新聞大阪本社）の意向によるもので、中京圏の野球ファンの要望に応えるという目的と、夏の全国中等学校優勝野球大会（現・全国高等学校野球選手権大会）において関西勢の優勝率が高い（当時8回中8回とも関西勢が決勝へ進出、うち6回優勝している）のは関西で開催するからだという風説（地元有利説）を確かめるという目的があった。全国から選抜されて山本球場に集った8校のうち、関西勢3校は準決勝までに敗退したが、地元東海勢1校も準決勝で敗退し、四国勢と関東勢による決勝となり、香川県立高松商業学校（現・香川県立高松商業高等学校）が優勝するという、ほぼ因果関係のない結果となった。
同年8月開場の甲子園大運動場（現・阪神甲子園球場）で開催された夏の大会で、5万人収容のスタンドが満員になった。中等学校野球の人気はここまで高まっており、5万人を収容できるスタンドを備えた野球場など当時甲子園以外に存在せず、選抜大会も翌年から甲子園で開催されるようになり、以後山本球場では旧制中学野球・高校野球の全国大会が開催されることはなかった（1950年（昭和25年）の愛知国体も鳴海球場が会場だった）。
1936年（昭和11年）7月に、職業野球の連盟結成記念全日本野球選手権（夏季）名古屋大会が山本球場で開催された。のちに「伝統の一戦」と呼ばれる東京巨人軍（現・読売ジャイアンツ） 対 大阪タイガース（現・阪神タイガース）戦は7月15日に山本球場で行われた試合が公式戦初対戦となっている。試合結果は8－7で大阪タイガースが勝利した。しかし、観覧設備が狭隘過ぎたのが災いし、大会5日間で入場した観客は僅か8,970人にとどまった。当時タイガースの主将だった松木謙治郎が、後年その設備の悪さについて「グラウンドは狭い上に地質が悪く、不規則なバウンドが多かった。スタンドもなく、観客は茣蓙を敷いて観戦していた」と述懐したほどで、観客動員が望めず収益性も悪かったことから、以後はプロ野球においても使用されることはなくなった。
この間、1927年（昭和2年）に愛知電気鉄道（現・名古屋鉄道）が、愛知郡鳴海町（現・名古屋市緑区）に沿線開発の一環として鳴海球場を完成させたことから、これらアマチュア・プロの試合は鳴海球場で開催されるようになった。
1947年（昭和22年）、運輸省（国鉄）名古屋鉄道局（のち日本国有鉄道名古屋鉄道管理局）が山本球場の用地を取得し、同鉄道局の硬式野球部（現・JR東海硬式野球部）の練習場として使用し始め、同時期から所在地を冠して国鉄八事球場（こくてつ・やごときゅうじょう）と呼ばれるようになった。
また享栄商業高等学校（現・享栄高等学校）硬式野球部が専用グラウンドがない時代、八事球場を借りて練習していた。享栄商業時代の金田正一の投球練習を国鉄職員の球場管理人が見て驚き、結成されたばかりのプロ野球球団であった国鉄スワローズの球団幹部に金田のことが報告されて当時の西垣徳雄監督が金田のスカウトに乗り出すこととなった逸話もある。
1987年（昭和62年）の国鉄分割民営化の際、名古屋市を中心とする地域はJR東海に移管。八事球場は引き続きJR東海野球部が練習場として使用した。しかし既に老朽化・狭隘化が著しく、また周辺も宅地化し改修や拡張が行えないことから、JR東海の練習グラウンドは瀬戸市に移転し、八事球場は1990年（平成2年）を以って閉鎖、撤去された。
跡地にはその後マンションなどが建設されたが、日本高等学校野球連盟と毎日新聞社などの協力により、1992年（平成4年）5月16日、かつての本塁付近の位置にセンバツ第1回大会の開催地であることを示すモニュメントを有する「八事球場メモリアルパーク」が設けられた。

## プロ野球開催実績
第1回全日本野球選手権名古屋大会トーナメント戦として、敗者復活戦を含む9試合が開催された。
- 1936年7月15日（1回戦） 大東京軍 5-6 東京セネタース
- 1936年7月15日（1回戦） 東京巨人軍 7-8 大阪タイガース
- 1936年7月16日（1回戦） 名古屋軍 5-8 名古屋金鯱軍
- 1936年7月16日（敗者復活戦） 大東京軍 2-3 東京巨人軍
- 1936年7月17日（敗者復活戦） 名古屋軍 6-2 東京巨人軍
- 1936年7月17日（1回戦） 阪急軍 12-5 名古屋軍
- 1936年7月18日（準決勝） 大阪タイガース 9-7 東京セネタース
- 1936年7月18日（準決勝） 名古屋金鯱軍 8-13 阪急軍
- 1936年7月19日（決勝） 阪急軍 7-11 大阪タイガース